# 第26回日本アカデミー賞
第26回日本アカデミー賞は、2003年（平成15年）3月7日に行われた日本アカデミー賞の発表・授賞式。
新高輪プリンスホテルで開催され、司会は関口宏と岸惠子が務めた。

## 最優秀作品賞
- たそがれ清兵衛

### 優秀作品賞
- 阿弥陀堂だより
- 突入せよ! あさま山荘事件
- 陽はまた昇る
- ピンポン

## 最優秀監督賞
- 山田洋次（たそがれ清兵衛）

### 優秀監督賞
- 小泉堯史（阿弥陀堂だより）
- 曽利文彦（ピンポン）
- 原田眞人（突入せよ! あさま山荘事件）
- 平山秀幸（OUT）

## 最優秀脚本賞
- 山田洋次・朝間義隆（たそがれ清兵衛）

### 優秀脚本賞
- 宮藤官九郎（ピンポン）
- 小泉堯史（阿弥陀堂だより）
- 原田眞人（突入せよ! あさま山荘事件）
- 三谷幸喜（竜馬の妻とその夫と愛人）

## 最優秀主演男優賞
- 真田広之（たそがれ清兵衛）

### 優秀主演男優賞
- 寺尾聰（阿弥陀堂だより）
- 豊川悦司（命）
- 西田敏行（陽はまた昇る）
- 役所広司（突入せよ! あさま山荘事件）

## 最優秀主演女優賞
- 宮沢りえ（たそがれ清兵衛）

### 優秀主演女優賞
- 江角マキコ（命）
- 鈴木京香（竜馬の妻とその夫と愛人）
- 原田美枝子（OUT）
- 樋口可南子（阿弥陀堂だより）

## 最優秀助演男優賞
- 田中泯（たそがれ清兵衛）

### 優秀助演男優賞
- 岸谷五朗（リターナー）
- 小林稔侍（たそがれ清兵衛）
- 山﨑努（模倣犯）
- 渡辺謙（陽はまた昇る）

## 最優秀助演女優賞
- 北林谷栄（阿弥陀堂だより）

### 優秀助演女優賞
- 樹木希林（リターナー）
- 岸惠子（たそがれ清兵衛）
- 夏木マリ（ピンポン）
- 倍賞美津子（OUT）

## 話題賞

### 俳優部門
- 鈴木杏（リターナー）

### 作品部門
- 仔犬ダンの物語

## 新人俳優賞
- 田中泯（たそがれ清兵衛）
- 長嶋一茂（ミスター・ルーキー）
- 中村獅童（ピンポン）
- 小西真奈美（阿弥陀堂だより）
- 鈴木杏（リターナー）
- 優香（恋に唄えば♪）

## 最優秀音楽賞
- 冨田勲（たそがれ清兵衛）

### 優秀音楽賞
- 大島ミチル（陽はまた昇る）
- 大島ミチル・☆タカハシタク（模倣犯）
- 加古隆（阿弥陀堂だより）
- 久石譲（Dolls）

## 最優秀撮影賞
- 長沼六男（たそがれ清兵衛）

### 優秀撮影賞
- 上田正治（阿弥陀堂だより）
- 阪本善尚（突入せよ! あさま山荘事件）
- 佐光朗（ピンポン）
- 柳島克己（Dolls）

## 最優秀照明賞
- 中岡源権（たそがれ清兵衛）

### 優秀照明賞
- 山川英明（阿弥陀堂だより）
- 大久保武志（突入せよ! あさま山荘事件）
- 渡邊孝一（ピンポン）
- 高屋齋（Dolls）

## 最優秀美術賞
- 西岡善信・出川三男（たそがれ清兵衛）

### 優秀美術賞
- 磯田典宏（Dolls）
- 部谷京子（突入せよ! あさま山荘事件）
- 村木与四郎・酒井賢（阿弥陀堂だより）
- 山口修（竜馬の妻とその夫と愛人）

## 最優秀録音賞
- 岸田和美（たそがれ清兵衛）

### 優秀録音賞
- 小野寺修（命）
- 中村淳（突入せよ! あさま山荘事件）
- 橋本文雄（模倣犯）
- 紅谷愃一（阿弥陀堂だより）

## 最優秀編集賞
- 石井巌（たそがれ清兵衛）

### 優秀編集賞
- 阿賀英登（阿弥陀堂だより）
- 上野聡一（突入せよ! あさま山荘事件）
- 上野聡一（ピンポン）
- 田口拓也（リターナー）

## 最優秀外国作品賞
- チョコレート

### 優秀外国作品賞
- アイ・アム・サム
- ギャング・オブ・ニューヨーク
- ハリー・ポッターと秘密の部屋
- ロード・オブ・ザ・リング

## 協会栄誉賞
- 新藤兼人（監督）

## 会長特別賞
- 蔵原惟繕（監督）
- 深作欣二（監督）

## 協会特別賞
- 大沼孝（衣裳）
- 株式会社高津商会・高津装飾美術株式会社（映画装飾美術）